# Edith
Edith ist ein weiblicher Vorname, der aus dem Englischen übernommen wurde (von altenglisch éad für „Erbgut“, „Besitz“ und ġȳð für „Kampf“). Der Name kam in Deutschland erst im 19. Jahrhundert mit anderen englischen Namen auf.
Der Name Edith gehörte in den 1920er und Anfang der 1930er Jahre zu den zehn am häufigsten vergebenen Mädchennamen in Deutschland. Ab Anfang der 1940er Jahre sank seine Popularität, seit Ende der Sechziger ist er weniger gebräuchlich.

## Namenstage
9. August, 16. September, 8. Dezember

## Gedenktage
- 26. Januar (Edith, Gemahlin Ottos des Großen, lange Zeit als heilig angesehen)
- 9. August (hl. Teresia Benedicta vom Kreuz, in der Welt Edith Stein)
- 16. September (hl. Edith von Wilton, 984 Märtyrin in England)
- 8. Dezember (heilige Edith, 819 Märtyrin in Frankreich)

## Varianten
Weitere Varianten des Namens in den verschiedenen Sprachen sind:
- dänisch: Ditte
- deutsch: Editha, Edda, Edgitha, Edit, Dita
- englisch: Edie, Edi, Edytha, Edythe, Dedit
- französisch: Édith
- polnisch: Edyta
- portugiesisch: Edite
- tschechisch, slowenisch, kroatisch, litauisch: Edita, Dita
- ungarisch: Edit

## Namensträgerinnen

### Edith
- Edyth Swannesha (≈1025 – n. 1066), Lebensgefährtin des Königs Harald II. von England
- Edith von Schottland (≈1080–1118), erste Ehefrau des englischen Königs Heinrich I.

- Edith Abbott (1876–1957), US-amerikanische Sozialwissenschaftlerin u. Sozialreformerin
- Edith Baumann (1909–1973), deutsche Politikerin (SED) und Jugend-Funktionärin
- Edith Baumann (1942–2008), deutsche Malerin
- Edith Baumann, Geburtsname von Edith Eckbauer (* 1949), deutsche Ruderin
- Edith Bouvier Beale (1917–2002), US-amerikanische Schauspielerin und Modell
- Edith Carlmar (1911–2003), norwegische Schauspielerin und Regisseurin
- Edith Carstensen (1926–2018), deutsche Scherenschnittkünstlerin
- Edith Cavell (1865–1915), britische Krankenschwester, Fluchthelferin und Märtyrerin
- Edith Clever (* 1940), deutsche Schauspielerin und Regisseurin
- Edith Elmay (1932–2020), österreichische Schauspielerin
- Edith Evans (1888–1976), britische Schauspielerin
- Edith Fellows (1923–2011), US-amerikanische Schauspielerin
- Edith Franke (1942–2024), deutsche Politikerin
- Edith Franke (* 1960), deutsche Religionswissenschaftlerin
- Edith Frank-Holländer (1900–1945), deutsches Opfer des Holocaust, Mutter von Margot und Anne Frank
- Edith Gabry (1927–2012), ungarische Sopranistin
- Edith Xio Mara García García (* 1977), mexikanische Paläobiologin und Schachspielerin
- Edith Hamilton (1867–1963), deutsch-amerikanische Lehrerin und Schriftstellerin
- Edith Hancke (1928–2015), deutsche Schauspielerin
- Edith Heerdegen (1913–1982), deutsche Schauspielerin
- Edith Helou (1892–1979), deutsche Lehrerin, Sängerin und Schauspielerin
- Ruth Edith Hildebrand, siehe Ruth Hildebrand, schweizerische Skirennläuferin
- Edith Hoffmann (1888–1945), ungarische Kunsthistorikerin
- Edith Hoffmann (auch: Edith Hoffmann-Yapou; 1907–2016), tschechoslowakisch-britisch-israelische Kunstkritikerin und Kunsthistorikerin
- Edith Hoffmann (1929–2025), deutsche Prähistorikerin
- Edith Jacobsohn (1891–1935), deutsche Übersetzerin und Verlegerin
- Edith Johnson (1903–1988), US-amerikanische Jazzpianistin und Bluessängerin
- Edith Kammer (1932–2022), Schweizer Schriftstellerin
- Edith Kneifl (* 1954), österreichische Schriftstellerin
- Edith Lambelle Langerfeld (1883–1968), US-amerikanische Tänzerin
- Edith Langner (1913–1986), deutsche Politikerin
- Edith Leffmann (1894–1984), deutsche Kinderärztin
- Edith Mathis (1938–2025), Schweizer Sopranistin
- Edith Mill (1925–2007), österreichische Theater- und Filmschauspielerin
- Edith Müller, Geburtsname von Edith Müller-Schkeuditz (1921–2006), deutsche Malerin
- Edith Müller (* 1949), deutsche Politikerin (Bündnis 90/Die Grünen)
- Edith Müller-Ortloff (1911–1994), deutsche Textilkünstlerin
- Edith Alice Müller (1918–1995), Schweizer Astronomin
- Edith Nesbit (1858–1924), britische Autorin
- Edith Nidl (1910–1978), österreichische Journalistin und Publizistin, Mutter des Sängers Freddy Quinn
- Edith Overhoff (1904–1986), deutsche Schriftstellerin
- Edith Pargeter (1913–1995), britische Schriftstellerin
- Edith Peinemann (1937–2023), deutsche Geigerin
- Edith Peter (* 1958), österreichische Skirennläuferin
- Edith Picht-Axenfeld (1914–2001), deutsche Cembalistin und Pianistin
- Edith Potter (1901–1993), US-amerikanische Pathologin
- Edith Prock (* 1949), deutsche Sängerin
- Edith Rimmington (1902–1986), britische Künstlerin, Fotografin und Dichterin
- Edith Roosevelt (1861–1948), zweite Gattin des US-Präsidenten Theodore Roosevelt
- Edith Rosenbaum (1879–1975), US-amerikanische Modejournalistin und Kriegsberichterstatterin
- Edith Schollwer (1904–2002), deutsche Sängerin und Schauspielerin
- Edith Schultze-Westrum (1904–1981), deutsche Schauspielerin
- Edith Sitwell (1887–1964), britische Dichterin
- Edith Sitzmann (* 1963), deutsche Politikerin (Bündnis 90/Die Grünen)
- Edith Södergran (1892–1923), finnlandschwedische Dichterin
- Edith Stehfest (* 1995), deutsche Schauspielerin und Musikerin
- Edith Stein (1891–1942), deutsche Philosophin und katholische Nonne jüdischer Herkunft
- Edith Thys (* 1966), US-amerikanische Skirennläuferin
- Edith Tolkien (1889–1971), Ehefrau des britischen Schriftstellers John Ronald Reuel Tolkien
- Edith Tudor-Hart (1908–1973), österreichisch-britische Fotografin und KGB-Agentin
- Edith Wharton (1862–1937), US-amerikanische Romanautorin
- Edith Widder (* 1951), US-amerikanische Ozeanografin und Meeresbiologin
- Edith Wolf-Hunkeler (* 1972), Schweizer Sportlerin

### Édith (französisch)
- Édith Butler (* 1942), kanadische Autorin, Komponistin, Musikerin und Schauspielerin
- Édith Cresson (* 1934), französische Politikerin (PS), Premierministerin
- Édith Jéhanne (* 1899; † wohl in den 1930er Jahren), französische Stummfilmschauspielerin der 1920er Jahre
- Édith Lefel (1963–2003), französische Zouk-Sängerin
- Édith Lejet (1941–2024), französische Komponistin
- Édith Piaf (1915–1963), französische Chansonsängerin
- Édith Scob (1937–2019), französische Schauspielerin

## Sonstiges
- Mount Edith Cavell
- Edith-Stein-Schule (Darmstadt)
- Edith-Stein-Schule Erfurt
- Edith (Asteroid)